# Боросоая
Боросоая, Борошоая (рум. Borosoaia) — село у повіті Ясси в Румунії. Входить до складу комуни Плугарі.
Село розташоване на відстані 344 км на північ від Бухареста, 50 км на північний захід від Ясс.

## Населення
За даними перепису населення 2002 року у селі проживали 1746 осіб, з них 1742 особи (99,8%) румунів. Усі жителі села рідною мовою назвали румунську.